# Halanzy
Halanzy (Luxemburgs: Hueldang; Waals: Halazi, Duits: Holdingen) is een plaats met ongeveer 2500 inwoners in de Belgische provincie Luxemburg en een deelgemeente van Aubange.

## Demografische ontwikkeling
- Bronnen:NIS, Opm:1831 tot en met 1970=volkstellingen

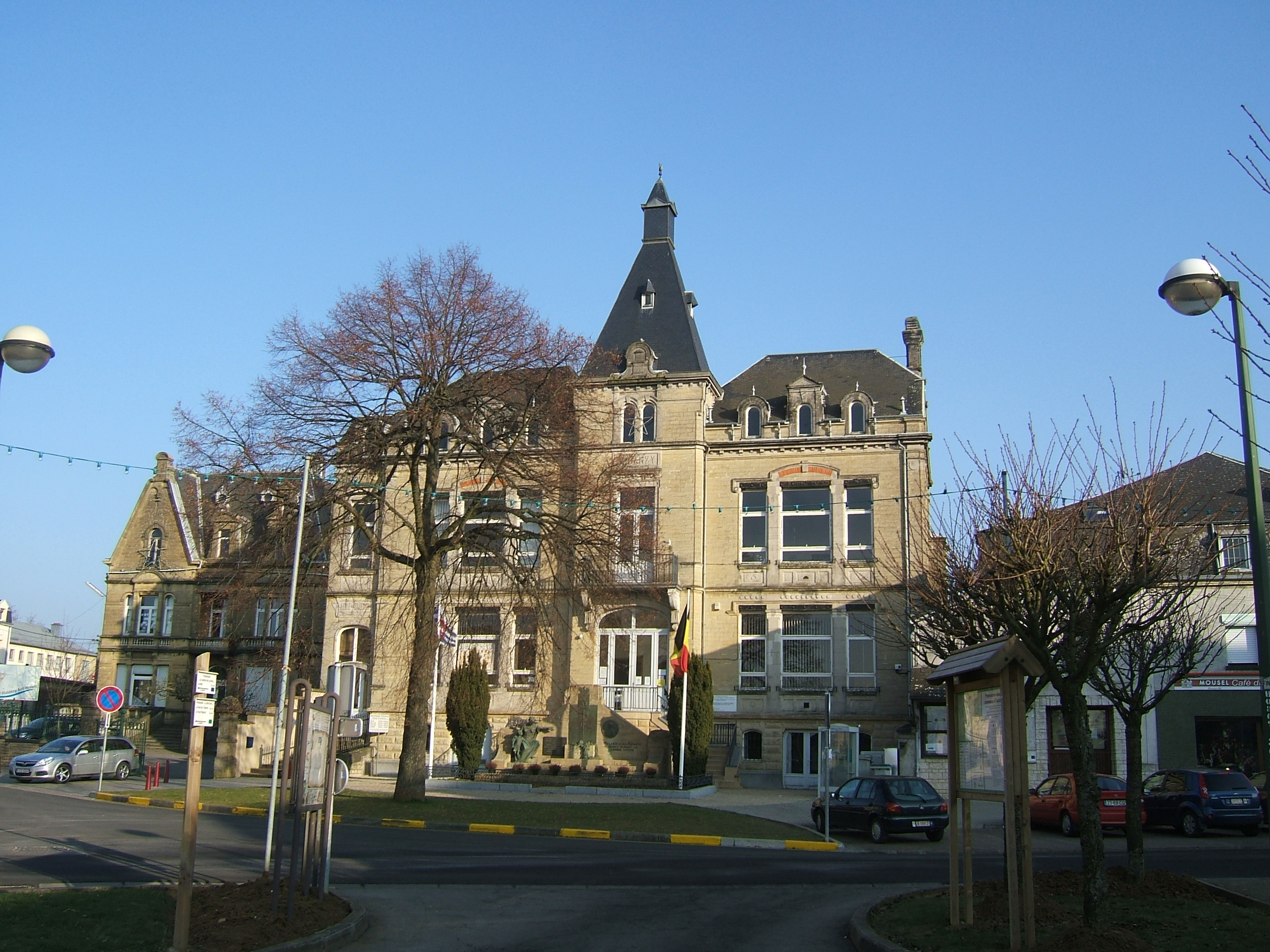
Het voormalige gemeentehuis

Deelgemeenten: Athus · Aubange · Halanzy · Rachecourt

Overige kernen: Aix-sur-Cloie · Battincourt · Guerlange

Belgische gemeenten · Arrondissement Aarlen · Luxemburg · Wallonië